# Транзит (фільм, 1982)
«Транзит» — радянський художній двосерійний телефільм, знятий у 1982 році на Свердловській кіностудії. У головних ролях Михайло Ульянов і Марина Нейолова.

## Сюжет
Пронизлива драма «Транзит», знята за мотивами п'єси Леоніда Зоріна, розповідає історію двох екзистенційно одиноких людей, які всього за кілька годин змогли зрозуміти, прийняти і полюбити один одного. Відомий 54-річний московський архітектор Володимир Багров повертається з відрядження в Москву і опиняється на далекій уральській станції Унгур. Він запізнюється на поїзд і знайомиться з Тетяною Шульгою, майстром місцевого машинобудівного заводу. В очікуванні поїзда він опиняється у неї в квартирі. Тетяна запрошує Володимира Сергійовича до себе в гості, щоб той не сидів всю ніч на холодному вокзалі. Дивно швидко ці двоє знаходять спільну мову і виявляють таку вражаючу душевну спорідненість, яку до цього вони ніколи не відчували. Розлучитися їм буде дуже і дуже важко.

## У ролях
- Михайло Ульянов —  Володимир Багров, архітектор
- Марина Нейолова —  Тетяна Шульга
- Альберт Філозов —  Петро Кузьмін, депутат, наречений Тетяни
- Євгенія Симонова —  Алла Глібівна, вчителька літератури
- Людмила Зайцева —  Клавдія, медпрацівник
- Михайло Глузський —  Тихон Іванович Караваєв
- Сергій Сазонтьєв —  Анатолій Данилович, архітектор
- Алла Балтер — дружина Анатолія Даниловича
- Валерій Шальних —  Альоша Конигін, водій

## Знімальна група
- Режисер:  Валерій Фокін
- Сценарій:  Леонід Зорін
- Оператор:  Сергій Гаврилов
- Композитор:  Володимир Дашкевич
- Директор картини: Геннадій Алексєєв